# Verdwijning van Germa van den Boom
De verdwijning van Germa van den Boom is een Nederlandse cold case. Het betreft de vermissing van een negentienjarige vrouw uit Kille (Nieuwendijk), die in de nacht van zaterdag 28 juli op zondag 29 juli 1984 voor het laatst werd gezien. De omstandigheden van haar verdwijning wijzen erop dat Van den Boom om het leven is gekomen door een misdrijf.

## Achtergrond
Gerrigje Maria (Germa) van den Boom werd geboren op 13 juli 1965. Ze woonde samen met haar ouders en broertje in de buurtschap Kille, dat behoort tot het Brabantse dorp Nieuwendijk. Kille ligt in een landelijke omgeving vlak bij De Biesbosch. Van den Boom had ook een oudere zus, maar zij was reeds uit huis. In het gezin Van den Boom was religie erg belangrijk. Net als haar vader was Van den Boom actief in de kerk.
Van den Boom zat in het laatste jaar van het atheneum, maar was gezakt voor haar eindexamen. Haar uiteindelijke doel was om geneeskunde te gaan studeren en ze wilde om die reden haar examenjaar opnieuw doen. In haar vrije tijd bokste ze bij een boksvereniging. Van den Boom was steeds meer bezig met zelfontplooiing; ze had haar uiterlijk veranderd en droeg modieuzere kleding. Sinds een aantal maanden had ze een vaste relatie.

## Chronologie

### Vrijdag 27 juli 1984
Op vrijdag 27 juli 1984 was Van den Boom voor het eerst alleen thuis. Die ochtend waren haar ouders en broertje naar Hengelo vertrokken om bij familie op bezoek te gaan. Ze zouden daar het hele weekend blijven.
Op vrijdag was Van den Boom overdag aan het werk bij een kledingboetiek annex VVV-kantoor in Woudrichem. Ze sloot die dag eerder af, omdat er geen klanten waren. Ze ging kort langs bij vriendinnen en vertrok daarna op de fiets naar huis. Het ouderlijk huis van Van den Boom was een vrij gehorige twee-onder-een-kapwoning en de buren van Van den Boom verklaarden later dat ze tot ongeveer half een 's nachts muziek hadden gehoord.

### Zaterdag 28 juli 1984
Op zaterdag werkte Van den Boom opnieuw in de kledingboetiek. Na haar werk ging ze op bezoek bij haar grootouders. De oudere zus van Van den Boom was die dag bevallen van haar eerste kindje, en Van den Boom wilde het heugelijke nieuws graag met haar grootouders delen. Na het bezoek vertrok ze naar haar oom Govert, die slager was, waar ze rond 18:20 uur vleeswaren ging ophalen. Ze maakte daarna nog een stop bij de melkboer en bezocht vervolgens haar oom en tante. Rond zeven uur keerde ze huiswaarts. Een uur later belde ze met haar vriend om het nieuws over de geboorte van haar nichtje te delen.

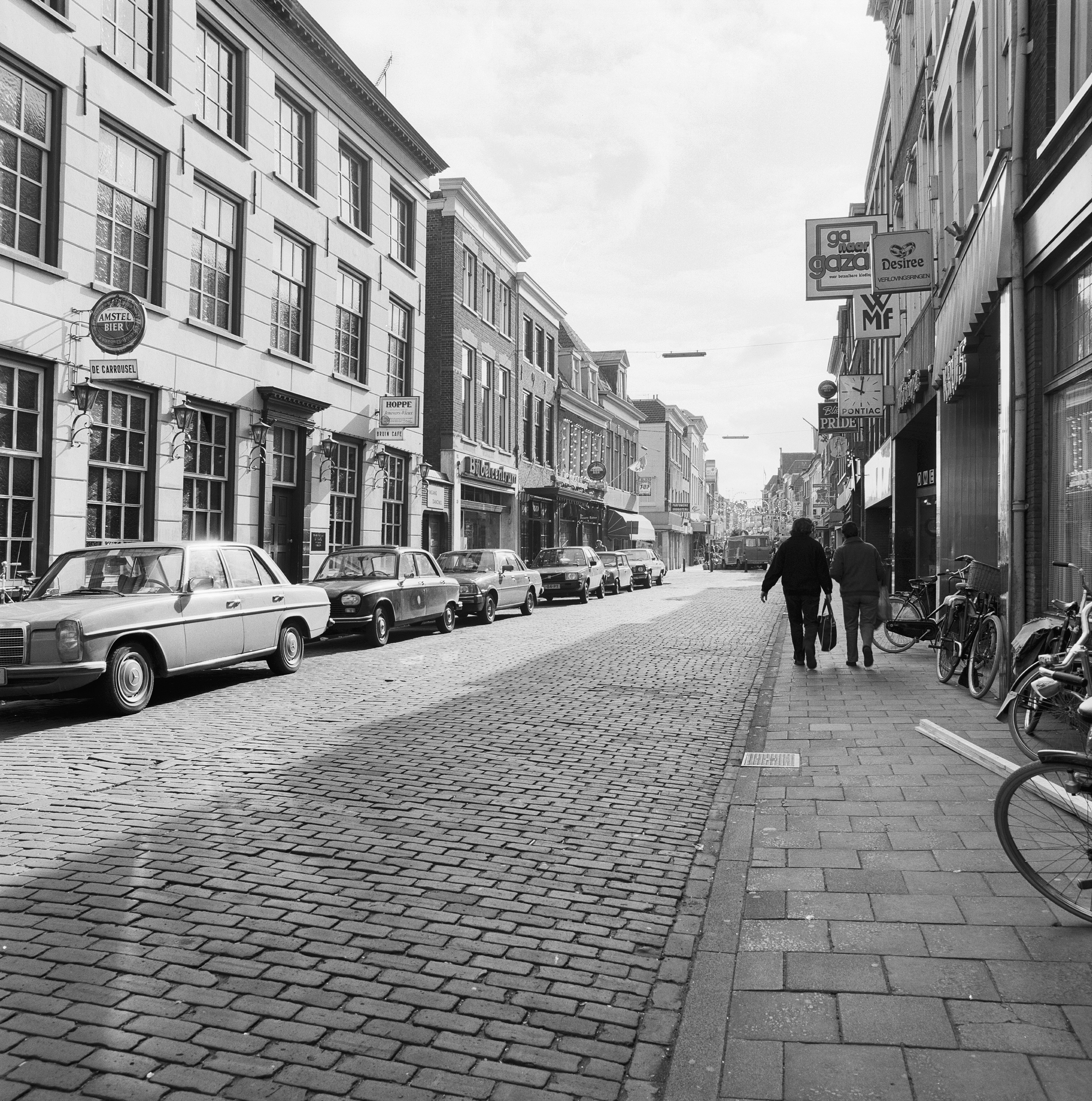
Westwagenstraat, Gorinchem. Links bar/discotheek de Carrousel. (1982)

's Avonds ging ze samen met vriendinnen naar twee uitgaansgelegenheden in Gorinchem. Ze werd om half tien bij haar woning opgehaald en de vriendinnen vertrokken daarna naar discotheek Maddox in de Westwagenstraat, waar ze rond tien uur aankwamen. Later op de avond bezochten de vriendinnen nog discotheek De Carrousel, die verderop in dezelfde straat lag. Van den Boom had die avond enkele alcoholische drankjes op, maar bleef nuchter.
Tijdens het uitgaan kwam ze haar buurjongen tegen, met wie ze afsprak dat hij haar naar huis zou brengen. Rond half twee die nacht vertrokken ze vanuit Gorinchem naar Nieuwendijk, een rit van ongeveer tien à vijftien minuten. In een verklaring stelde de buurjongen dat Van den Boom hem onderweg vertelde over de geboorte van haar nichtje en dat ze dit weekend voor het eerst alleen thuis zou zijn. Ze gaf toe het best spannend te vinden, vooral omdat een buurvrouw eerder die week een onbekende persoon door de tuin van haar familie had zien lopen. Hij had haar gerustgesteld door te laten weten dat ze bij hem terecht kon als er iets zou zijn, aangezien hij nog niet van plan was te gaan slapen.
De buurjongen zette Van den Boom bij haar oprit af en reed vervolgens door naar zijn eigen huis een paar huizen verderop in de straat. Hij zag hoe Van den Boom de oprit opliep, maar wachtte niet tot ze binnen was.
Twee ooggetuigen zagen in de nacht van zaterdag op zondag rond kwart over twee 's nachts licht branden in de woning van de familie Van den Boom. Die nacht was de opening van de Olympische Spelen in Los Angeles live op televisie en de ooggetuigen gingen er vanuit dat de familie hiernaar zat te kijken.

### Zondag 29 juli 1984
Hoewel ze tot diep in de nacht was uit geweest, had Van den Boom het voornemen om zondagochtend naar de kerk te gaan. Bij de kerkdienst van tien uur zou ze haar grootmoeder zien. Aangezien Van den Boom niet bij de kerkdienst aanwezig was, probeerden meerdere familieleden Van den Boom telefonisch te bereiken, maar de huistelefoon werd niet opgenomen. Op verzoek ging de buurman van de familie langs bij het huis, maar hij verklaarde dat op dat moment niemand thuis was. 's Avonds probeerden ook de ouders van Van den Boom hun dochter telefonisch te bereiken, maar opnieuw werd de telefoon niet opgenomen.

### Maandag 30 juli 1984
Rond zeven uur 's ochtends probeerde de moeder van Van den Boom opnieuw haar dochter telefonisch te bereiken, maar wederom kreeg ze geen gehoor. De moeder nam vervolgens contact op met een buurman met de vraag of hij nogmaals bij het huis zou willen kijken. Via een raam klom hij de woning binnen en zag in de keuken wat afwas op het aanrecht staan. De bedden in de woning waren onbeslapen en Van den Boom was niet in de woning aanwezig. Verder merkte hij geen bijzonderheden op.
Doordat er onduidelijkheid bestond over waar Van den Boom was, keerden haar ouders en broertje terug naar huis. Nadat de ouders thuis waren gearriveerd, namen ze contact op met de politie. Volgens hen waren er in de woning sporen van een misdrijf te zien. De keukentafel was verschoven, soepkommen in de kast waren omgevallen, een klepje van de wasmachine zat los en op het vloerzeil waren krassen van de keukenstoelen te zien. De vader van Van den Boom zag donkere vlekken op een deurmat en bij de achterdeur. Daarnaast viel het de moeder van Van den Boom op dat de vis die zij in de koelkast had klaargelegd voor het avondeten van zondag nog in de koelkast lag. Uit de woning ontbraken meerdere voorwerpen, waaronder een witte vaas die op de eettafel had gestaan, een pannenlap en een fietssleutel.
De politieagenten die onderzoek in de woning kwamen doen merkten op dat er geen braaksporen waren. De voordeur zat op slot en op de knip, de achterdeur was eveneens afgesloten. De familie had twee sleutels voor de deur, waarvan Van den Boom er dat weekend één in haar bezit had. De politieagenten concludeerden dat de persoon die als laatste de woning had verlaten dit door de achterdeur moest hebben gedaan. Daarnaast merkten zij op dat enkele kledingstukken, waaronder een broek, een paar sokken, een nachthemd en twee slips, verdwenen waren. Daarnaast ontbraken enkele juwelen, haar portemonnee en een linnen schoudertas. Hierdoor concludeerden zij dat Van den Boom vrijwillig was vertrokken. Deze theorie werd door meerdere personen in twijfel getrokken, onder meer doordat Van den Boom recentelijk tante was geworden en ze sinds een aantal maanden een vaste relatie had.

## Onderzoek

### Onderzoeken
Op dinsdag 7 augustus 1984, een week na de melding van haar ouders, startte de technische recherche met een sporenonderzoek in de woning. Op de keukenstoelen werden kleine bloedspatjes aangetroffen, evenals een dun opgedroogd bloedspoor op de trapleuning. Vermoedelijk is de leuning gedeeltelijk afgenomen met een natte doek, waarbij de onderkant over het hoofd is gezien. Hierdoor bleef het bloed, vermengd met water, langs de onderkant van de leuning druppelen en droogde het uiteindelijk op. Daarnaast werden ook op andere plaatsen bloedsporen teruggevonden, waaronder op een knop van het onbeslapen bed van Van den Boom en op de keukendeur. De donkere vlekken op de deurmat die haar vader ontdekte bleken ook bloedsporen te zijn. Na onderzoek bleek het te gaan om bloed met dezelfde bloedgroep als Van den Boom. Daarnaast werden andere bloedsporen vergeleken met bloed van personen uit de omgeving van Van den Boom, maar hier kwam geen match uit voort.
In de jaren dat het onderzoek is gevoerd werden buurtonderzoeken uitgevoerd, getuigen verhoord, meer dan 1500 tips onderzocht en zoekacties gedaan. Het landelijke gebied rond de woning van Van den Boom werd door de Mobiele Eenheid met behulp van een helikopter en de Rijkspolitie te water onderzocht, onder meer met behulp van infrarood-scanners, maar het stoffelijk overschot van Van den Boom werd niet gevonden.

### Verdachten
In de zaak waren er enkele verdachten, waaronder een klant met wie Van den Boom tijdens haar werk een gesprek had gehad waarin privézaken waren besproken. De man had oorbellen gekocht voor zijn dochter en aan Van den Boom verteld dat hij eenzaam was. Zij had gezegd dit gevoel te herkennen, aangezien ze dat weekend daarna alleen thuis zou zijn. De identiteit van deze klant is niet achterhaald.
Kort na de verdwijning van Van den Boom deed zich een opvallende situatie voor in een supermarkt. Een leraar hoorde hoe een jong meisje, vermoedelijk vier jaar oud, aan een man vroeg waar Germa was. De man reageerde eerst afwerend en gebood haar te zwijgen. Toen het meisje opnieuw vroeg, antwoordde hij kortaf: "Die is dood." en beëindigde daarmee het gesprek. De recherche probeerde de identiteit van de man te achterhalen, maar ook deze persoon werd niet gevonden.
Daarnaast ontving de politie een getuigenverklaring van een jongen die iets ongebruikelijks had gezien bij de plaatselijke vuilstort. Volgens hem had een man een lichaam in zijn kofferbak gelegd en was vervolgens met hoge snelheid vertrokken. Een grondig onderzoek van de vuilstort leverde echter niets op, behalve een paar haren die afkomstig bleken van een dier.

### Flyers en vertrouwenspersoon
Anderhalf jaar naar haar verdwijning verspreidden de ouders van Van den Boom posters met haar foto erop. Haar ouders vermoedden dat hun dochter niet meer in leven was, maar bleven op zoek naar tips en antwoorden. In de zaak werd een huisarts uit Werkendam aangewezen als vertrouwenspersoon. De arts mocht de dader aanhoren, maar mocht zich te allen tijde beroepen op zijn beroepsgeheim. Een dergelijke vertrouwenspersoon werd eerder een keer ingezet bij een verdwijning, namelijk in het geval van de verdwijning van Digna van der Roest uit Groningen in 1982.

### Heropening (2001)
In 2001 werd de zaak heropend door een cold case-team. Er werd onder meer een DNA-profiel opgesteld van het bloed dat in 1984 in de woning werd aangetroffen. Dit was destijds een onderzoekstechniek die nog niet bestond. Datzelfde jaar werd een foto gepubliceerd die tijdens het onderzoek in 1984 in de slaapkamer van Van den Boom was gevonden. Op die foto was een man te zien. Peter R. de Vries loofde een beloning uit van 5.000 euro aan de persoon die de identiteit van de persoon kon onthullen. Hoewel er een naam werd genoemd en de tip werd onderzocht, is de identiteit van de man op de foto onbekend gebleven.
In 2009 werd in Nieuwendijk op verschillende plaatsen opnieuw met een grondradar gezocht naar mogelijke botresten, maar hierbij werd niets aangetroffen. In 2017 kreeg de zaak speciale aandacht in het kader van een themamaand van de politie over langdurig vermiste personen.

### Beloning (2022)
De Peter R. de Vries Foundation loofde in oktober 2022 een beloning van 250.000 euro uit voor de gouden tip die de verdwijning van Van den Boom zou oplossen. Er kwamen naar aanleiding hiervan 250 nieuwe tips binnen. Op 20 oktober 2023 werd bekend gemaakt dat de doorslaggevende tip niet was binnengekomen en dat de beloning was komen te vervallen.

### Opgraving (2023)
In oktober 2023 werd een opgraving gedaan in de tuin van het huis waar de oom van Van den Boom woonde ten tijde van de vermissing. Er werden geen sporen gevonden.

## Media
Over de zaak werd in februari 2023 door het Openbaar Ministerie een podcast gepubliceerd, getiteld De zoektocht naar Germa van den Boom.
Misdaadverslaggever Peter R. de Vries voelde zich persoonlijk erg betrokken bij de zaak. In 2007 maakte hij een uitzending over de verdwijning van Van den Boom voor zijn programma Peter R. de Vries, misdaadverslaggever. Door de naar hem vernoemde Peter R. de Vries Foundation werd in 2022 over de vermissingszaak een stripverhaal gemaakt. Deze werd geschreven en getekend door Anco Dijkman en Meinte Strikwerda.